# Leixões SC
Leixões S.C. este un club profesionist de fotbal din Matosinhos, Portugalia.

## Titluri
- Cupa Portugaliei — 1961